# Энтелодоны

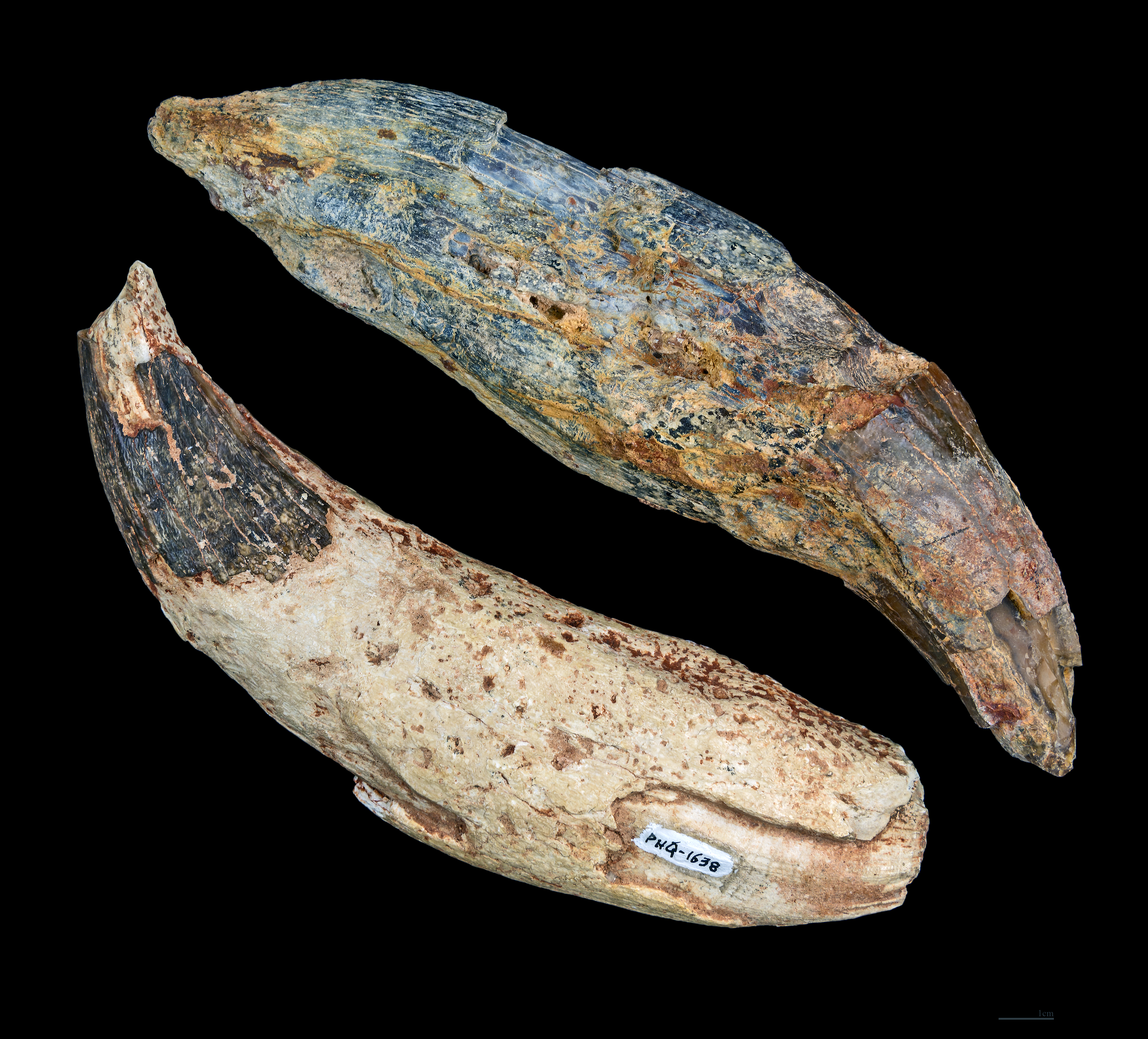
Клыки Entelodon magnus (длина — 18 и 19 см)

Энтелодоны (лат. Entelodon, от др.-греч. ἐντελεῖς ὀδόντες — «законченные или совершенные зубы») — род вымерших парнокопытных подотряда китожвачных (ранее — свинообразных). Как и прочие энтелодонтиды, походили на ныне живущих свиней, но отличались от них более хищным образом жизни. Название означает полный набор зубов плацентарных. Обитали 37.2-28.4 миллионов лет назад в Азии и Северной Америке и Европе .
По выводам недавних исследований, стоят ближе к бегемотовым (и даже китообразным), чем к свиньям.

## Описание

### Внешний вид и строение
Крупнейшие представители семейства были размером примерно с бегемота (высота в холке до 200 см, вес около тонны, длина черепа около 100 см). Длина черепа до метра, теменной гребень развит хорошо, как у хищников. У энтелодонов были длинные, заострённые резцы, крупные клыки, режущие предкоренные и бугорчатые коренные зубы. Указательный палец и мизинец у них были сильно редуцированы. Как выяснил В. О. Ковалевский, энтелодоны при ходьбе опирались только на средний и безымянный пальцы.

### Места и древность находок
Энтелодоны были широко распространены в Евразии. Время существования — олигоцен.

## Энтелодоны в кино
Монгольские представители рода Entelodon sp. фигурируют в научно-популярном фильме BBC «Прогулки с чудовищами». Также энтелодон показан в фильме «Затерянный мир» 2001 года.